# Giro dell'Appennino 1971
Il Giro dell'Appennino 1971, trentaduesima edizione della corsa, si svolse l'8 agosto 1971, su un percorso di 254 km. La vittoria fu appannaggio dello svedese Gösta Pettersson, che completò il percorso in 6h49'14", precedendo i connazionali Fabrizio Fabbri e Mauro Simonetti.
I corridori che partirono furono 80, mentre coloro che tagliarono il traguardo di Pontedecimo furono 31.

## Ordine d'arrivo (Top 10)
| Pos. | Corridore          | Squadra           | Tempo    |
| ---- | ------------------ | ----------------- | -------- |
| 1    | Gösta Pettersson   | Ferretti          | 6h49'14" |
| 2    | Fabrizio Fabbri    | Cosatto-Marsicano | a 2'34"  |
| 3    | Mauro Simonetti    | Ferretti          | a 3'15"  |
| 4    | Roberto Poggiali   | Salvarani         | s.t.     |
| 5    | Franco Bitossi     | Filotex           | a 3'33"  |
| 6    | Michele Dancelli   | Scic              | s.t.     |
| 7    | Felice Gimondi     | Salvarani         | s.t.     |
| 8    | Giancarlo Polidori | Scic              | s.t.     |
| 9    | Luigi Sgarbozza    | G.B.C.-Zimba      | s.t.     |
| 10   | Aldo Moser         | G.B.C.-Zimba      | s.t.     |